# Praga-Południe
Praga-Południe (literalmente, «Praga-Sur») es un dzielnica (distrito) de Varsovia. Es el segundo distrito con más habitantes de Varsovia y uno de los más densamente poblados. El distrito está situado en la ribera oriental del río Vístula. Es parte de una gran región de Praga que abarca los suburbios más viejos del este del río.

## Historia
La zona de "Praga-Południe" ha estado habitada desde el siglo VII. Hay vestigios de asentamientos establecidos antes que la propia Varsovia. Sin embargo, el terreno pantanoso hizo que se inundara en varias ocasiones la zona, hasta que fue abandonada tan pronto como Varsovia fue fundada. Desde el siglo XVI se volvió a repoblar el distrito, pero debido a la falta de comunicación con Varsovia (hasta el siglo XIX no existían puentes permanentes sobre el Vístula para acceder a Varsovia) se convirtió en uno de los suburbios más importantes de la ciudad.
Compartió la suerte de una gran área denominada Praga, que era el suburbio oriental de Varsovia. En el siglo XVII era una de las zonas de la actual Praga-Południe, que se convirtió en un campamento militar. En la parte del siglo XVIII de la zona fue nombrada como el barrio de Saska Kępa (literalmente Montaña Sajona) después de que los guardias sajonas de los reyes de Polonia estacionadas allí.
Hasta principios del siglo XX era una zona conserva por su carácter rural. El área se convirtió oficialmente en parte de Varsovia en 1916. Pronto se convirtió en uno de los distritos de más rápido crecimiento de Varsovia y Saska Kępa se convirtió en el casco histórico del distrito. Entre los años 1920 y 1930 se convirtió en una de las zonas más populares de la villa de clase media de Varsovia.
Durante y después de la Segunda Guerra Mundial esta parte de la ciudad no fue destruida. A pesar de varios planes, no se ha industrializado tampoco, lo que permitió que el distrito conservan gran parte de su carácter original; tranquilo y pacífico. En la actualidad hay nuevas áreas con bloques de lujo de los complejos de apartamentos de la zona, pero las autoridades no planean construir más casas y desea que el carácter rústico se conserve.
Aparte de la arquitectura Saska Kepa, los principales atractivos de la ciudad son el Stadion Narodowy (Estadio Nacional), Park Skaryszewski, Lake Kamionek y la reserva Olszynka Grochowska. El campo de batalla donde se luchó en la batalla de Olszynka Grochowska en 1831 también se encuentra dentro de la ciudad.